# Сан-Томе-дас-Летрас
Сан-Томе-дас-Летрас (порт. São Thomé das Letras) — муниципалитет в Бразилии, входит в штат Минас-Жерайс. Составная часть мезорегиона Юг и юго-запад штата Минас-Жерайс. Входит в экономико-статистический микрорегион Варжинья. Население составляет 6577 человек на 2006 год. Занимает площадь 369,515 км². Плотность населения — 17,8 чел./км².
Праздник города — 1 марта.

## История
Город основан в 1770 году.

## Статистика
- Валовой внутренний продукт на 2003 год составляет 30 028 425,00 реалов (данные: Бразильский институт географии и статистики).
- Валовой внутренний продукт на душу населения на 2003 год составляет 4687,55 реалов (данные: Бразильский институт географии и статистики).
- Индекс развития человеческого потенциала на 2000 год составляет 0,717 (данные: Программа развития ООН).

## География
Климат местности: горный тропический.

## Галерея

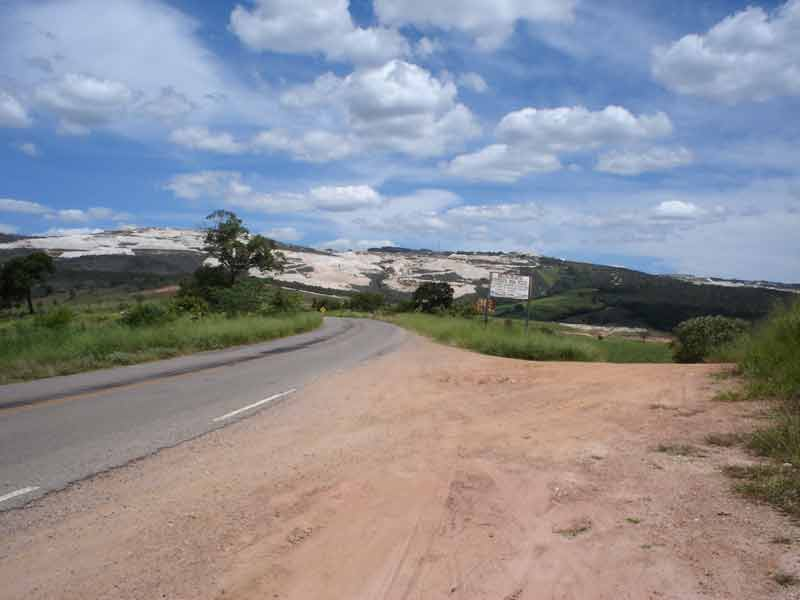
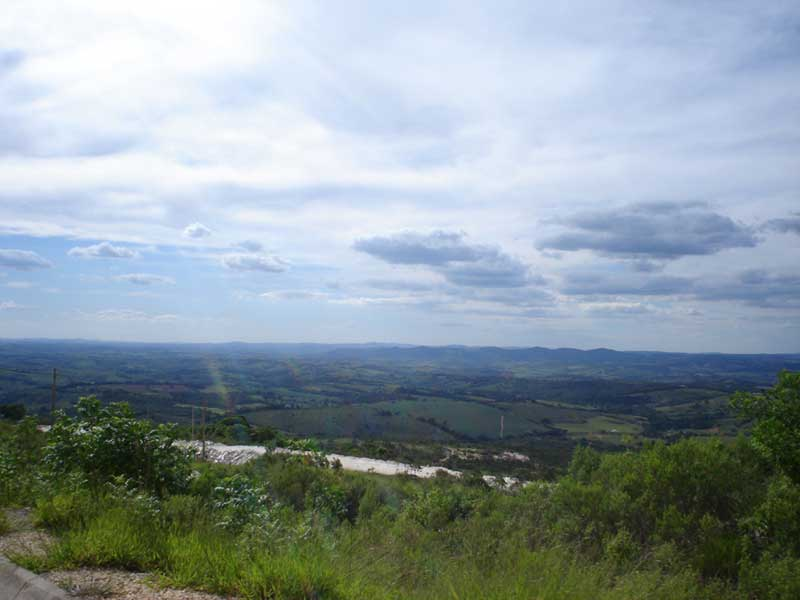
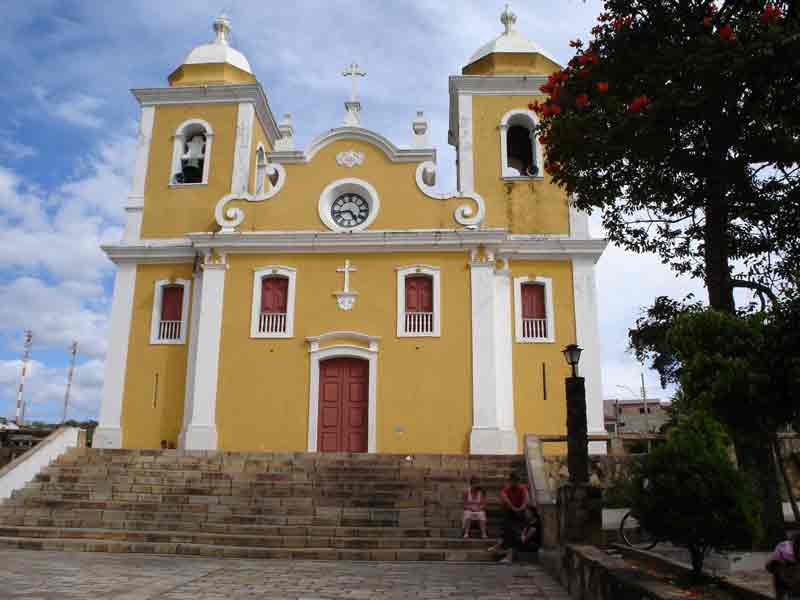
Собор
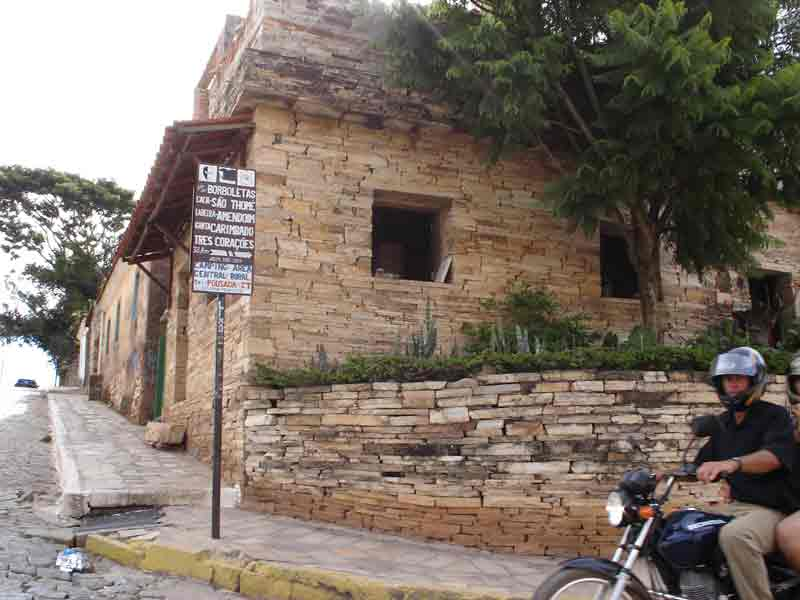
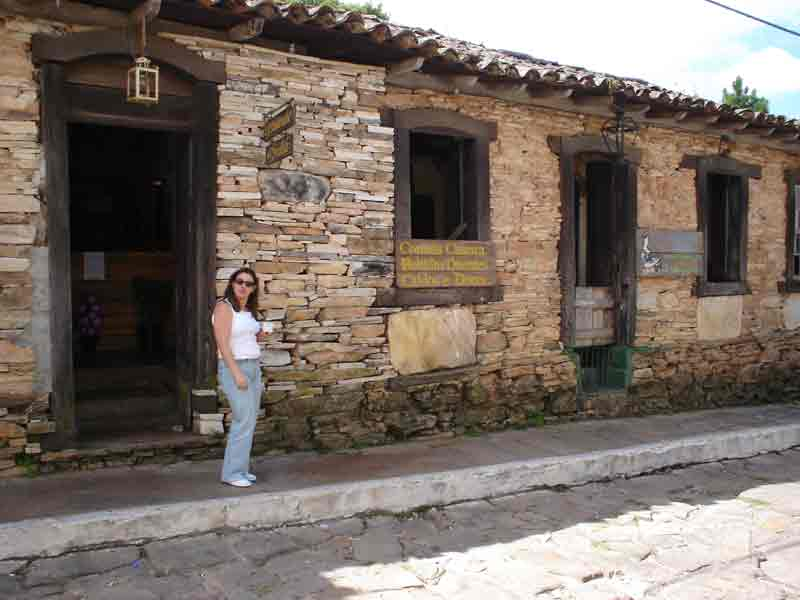
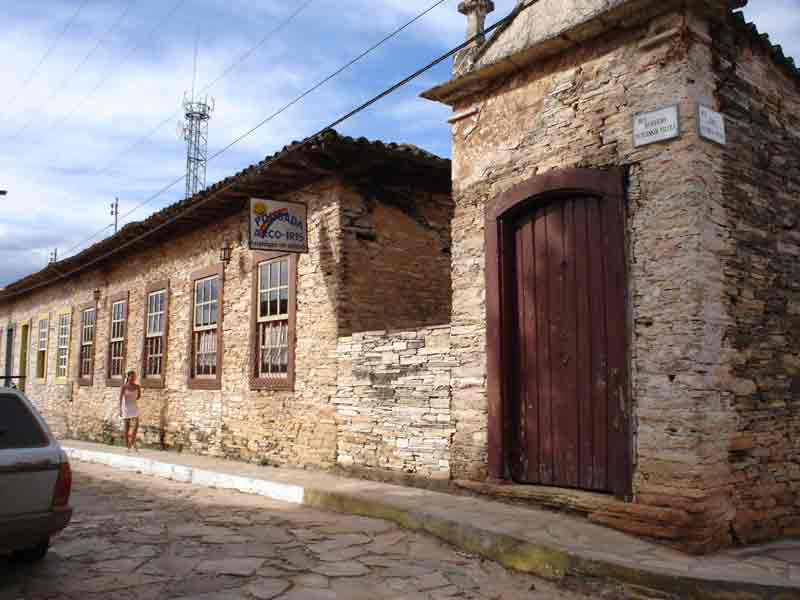
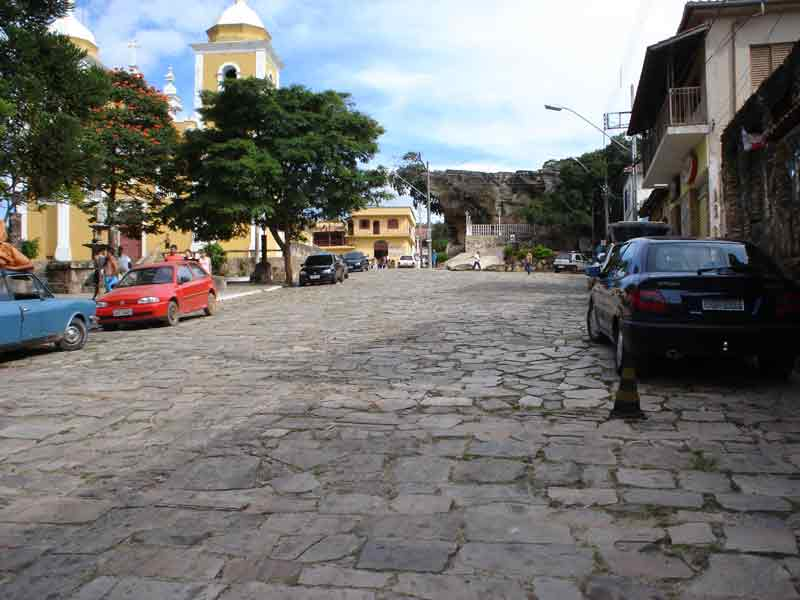